# Vilis Lācis
Œuvres principales
Fils du pêcheur (1933)
Vilis Lācis de son vrai nom Jahn Wilhelm Lahze né le 12 mai 1904 à Rīnūži – mort le 6 février 1966 à Riga en Lettonie est un écrivain et homme politique letton. Il est l'auteur d'histoires d'aventures romancées où prédomine la figure d'homme fort rappelant les personnages de Jack London. 
Plusieurs de ses œuvres sont adaptées au théâtre et au cinéma. Le premier long métrage parlant letton Fils du pêcheur (1939) est notamment tourné d'après son roman du même nom.
Après l'occupation des pays baltes, Lācis collabore activement avec le régime communiste. Ses écrits revêtent l'aspect du réalisme socialiste soviétique. Avec Jānis Sudrabkalns et Andrejs Upīts, il est parmi les premiers hommes de lettres lettons à rejoindre l'Union des écrivains soviétiques. Ses efforts lui permettent une ascension sociale et politique, jusqu'à ce qu'il devienne le chef du Conseil des Ministres de la République socialiste soviétique de Lettonie en 1940. Là encore, il sera à l'origine de nombreuses arrestations et déportations de ses compatriotes. Il reste une figure controversée dans l'histoire de la culture lettonne.

## Biographie
Jahn Wilhelm Lahze naît à Rīnūži dans la famille d'ouvrier de manutention portuaire Tenis Lahze et sa femme Karlīne Veidemann. Jahn va à l'école de la paroisse de Daugavgrīva. Lors de la Première Guerre mondiale sa famille s'exile dans le Kraï de l'Altaï où le garçon fait des études au séminaire de Barnaoul. Travailleur saisonnier en 1918-1921, il accède après l'obtention de son diplôme, au poste de secrétaire du Selsovet. Ses premiers feuilletons sont publiés dans le journal local.
En 1921, de retour dans son pays natal, il travaille comme docker, pêcheur et chauffeur sur les bateaux à vapeur. Il écrit pendant son temps libre. Malgré son statut précaire il cultive l'image d'homme soigné aux bonnes manières, qui lui vaut le surnom de dandy de Vecmīlgrāvis (Vecmīlgrāvja dendijs)
En 1927, Lācis épouse Marija Bute avec qui il aura deux fils: Zigurds en 1928, et Ojārs en 1932.
Membre du parti communiste depuis 1928, il collabore avec le 4e Bureau de la Direction générale des renseignements de l'État-Major des forces armées russes et soviétiques dirigé par Ian Berzine.
En 1930, on publie sa nouvelle La Femme (Sieviete) et le roman La Bête libérée (Atbrīvotais zvērs). En 1931-1933, Lācis écrit la trilogie Les Oiseaux sans ailes (Putni bez spārniem). Sa carrière est prise en main par l'éditrice des journaux Atpūta et Jaunākās Ziņas Emīlija Benjamiņa. En 1933-1935, alors que Lācis travaille à la bibliothèque no 9 de Riga, son roman Fils du pêcheur (Zvejnieka dēls) est publié dans Jaunākās Ziņas. En 1938, il est officiellement embauché par ce journal.
En 1940, il est élu chef du Conseil des Ministres de la République socialiste soviétique de Lettonie. En 1949, appliquant la politique de répression, avec sa signature il contribue à la déportation des peuples en URSS dans le cadre de l'Opération Priboi. Sa signature a notamment scellé le sort du général Jānis Balodis.
Pendant la Seconde Guerre mondiale, Lācis est évacué à Moscou. Sa famille reste dans l'Oblast de Kirov. Le 19 octobre 1944, Lācis rentre à Riga. Un mois plus tard le tribunal prononce son divorce d'avec Marija Bute. Le 18 novembre 1944, l'écrivain épouse Velta Kalpiņa avec qui il aura également deux fils, Leonīds (1945) et Juris (1946).
En 1946, les partisans nationalistes lettons organisent un attentat contre l'écrivain.
Il devient l'écrivain du peuple de la République socialiste soviétique de Lettonie en 1947.
Lācis aura en tout écrit 20 romans, 58 nouvelles et 6 pièces de théâtre. Il fut récipiendaire du Prix Staline : en 1949, pour l'épopée Tempête (Vētra 1946-1948) et en 1952, pour le roman Vers le nouveau rivage (Uz jauno krastu 1952).
On lui décerne l'Ordre de Lénine en 1950, 1954, 1964, 1965.
Il est élu chef du Soviet des nationalités de l'URSS le 20 avril 1954. Il restera à ce poste jusqu'au 27 mars 1958. Il était un candidat membre du Comité central du Parti communiste de l'Union soviétique au 19e, 20e et 22e Congrès du Parti communiste de l'Union soviétique, le député du 2e et du 5e Soviet suprême de l'Union soviétique, député de la Saeima.
À partir des années 1950, l'écrivain devient alcoolique. Il développe un diabète sucré qui se complique de troubles de la vision et de gangrène des pieds. Victime de deux attaques cérébrales, il cesse pratiquement d'écrire. Vilis Lācis décède le 6 février 1966 d’un arrêt cardiaque. Il est inhumé au Cimetière de la forêt à Riga.

## Hommages
- La Bibliothèque nationale de Lettonie portait le nom de Vilis Lācis de 1966 jusqu'en 1989[12].
- À Moscou, son nom est donné à l'une des rues du district Severnoïe Touchino.